# Тысячелистник
Тысячели́стник (лат. Achilléa) — крупный род растений семейства Астровые, или Сложноцветные (Asteraceae), включает более 150 видов.
Бо́льшая часть видов — из Евразии, несколько видов происходят из Северной Америки. Многие виды тысячелистников в соответствии с современной классификацией перемещены в близкородственный род Пижма (Tanacetum).

## Название
Родовое название лат. Achilléa происходит от субстантивированной формы прилагательного женского рода к др.-греч. ἀχίλλειος (achílleios) — Ахиллов, названия неизвестного растения по имени Ахилла, Ахиллеса (Achilleus, -eos = Achílles), сына Пелея и Фетиды, мифологического героя Троянской войны, воспитанника кентавра Хирона, который применял это растение как средство, излечивающее раны.

## Ботаническое описание
Многолетние корневищные травы, реже — полукустарники. Стебель прямостоячий либо слегка изогнутый у поверхности почвы. Листья зубчатые, надрезанные или перисто-рассечённые, расположенные в очередном порядке. Соцветия — мелкие корзинки, большей частью собранные в общее щитковидное соцветие. Плод — семянка.

## Хозяйственное значение
Некоторые виды тысячелистника используются в декоративном садоводстве — главным образом как почвопокровные растения на бедных, в том числе каменистых, но хорошо дренированных почвах, реже для срезки в обычные и сухие букеты. Наиболее часто в цветниках выращивают следующие виды: Тысячелистник обыкновенный (Achillea millefolium), Тысячелистник булавовидный (Achillea clavennae), Тысячелистник таволговый  (Achillea filipendulina), Тысячелистник мускусный (Achillea erba-rotta subsp. moschata), Тысячелистник благородный (Achillea nobilis), Тысячелистник войлочный (Achillea tomentosa).
Тысячелистник обыкновенный (Achillea millefolium) и близкие к нему виды — лекарственные растения. В медицинских целях тысячелистник собирают во время цветения, не дожидаясь, когда его головки станут темнеть. Можно собирать и всё растение, и только цветочные головки. Собирают тысячелистник небольшими букетиками и подвешивают эти букетики на чердаке под крышей. Когда трава высыхает, режут её садовыми ножницами и убирают в стеклянные банки с хорошо закрывающейся крышкой.

## Классификация

### Таксономия[7]
Achillea L., Sp. Pl. : 896 (1753)
Род Тысячелистник относится к семейству Астровые (Asteraceae) порядка Астроцветные (Asterales). Кладограмма в соответствии с Системой APG IV по состоянию на июнь 2025 года:
|  |                                      |  |                                   |                                   |                    |  | ещё 10 семейств |                |                   |                                                                                  |
|  |                                      |  |                                   |                                   |                    |  |                 |                |                   | 154 подтвержденных и 223 в статусе "непроверенных" видов и инфравидовых таксонов |
|  |                                      |  |                                   | порядок Астроцветные              |                    |  |                 |                | род Тысячелистник |                                                                                  |
|  |                                      |  |                                   | порядок Астроцветные              |                    |  |                 |                | род Тысячелистник |                                                                                  |
|  | отдел Цветковые, или Покрытосеменные |  |                                   |                                   | семейство Астровые |  |                 |                |                   |                                                                                  |
|  | отдел Цветковые, или Покрытосеменные |  |                                   |                                   |                    |  |                 |                |                   |                                                                                  |
|  |                                      |  | ещё 63 порядка цветковых растений | ещё 63 порядка цветковых растений |                    |  |                 | ещё 1729 родов | ещё 1729 родов    |                                                                                  |
|  |                                      |  |                                   | ещё 63 порядка цветковых растений |                    |  |                 |                | ещё 1729 родов    |                                                                                  |

## Виды
Некоторые из них:
- Achillea arabica — Тысячелистник арабский
- Achillea glaberrima — Тысячелистник голый
- Achillea millefolium typus[1] — Тысячелистник обыкновенный
- Achillea nobilis — Тысячелистник благородный
- Achillea ptarmica — Тысячелистник птармика
- Achillea salicifolia — Тысячелистник иволистный